# Cerkiew Narodzenia Najświętszej Bogurodzicy w Czerniowcach
Cerkiew Narodzenia Najświętszej Bogurodzicy – najstarsza murowana cerkiew Czerniowiec w dzielnicy Horecza, wchodząca w skład monasteru Horecza (ukr. Гореча, rum. Horecea). Jest to jeden z ważniejszych zabytków architektury późnomołdawskiej, łączący tradycyjną dla regionu architekturę opartą na planie trójkonchowym z wystrojem barokowym.

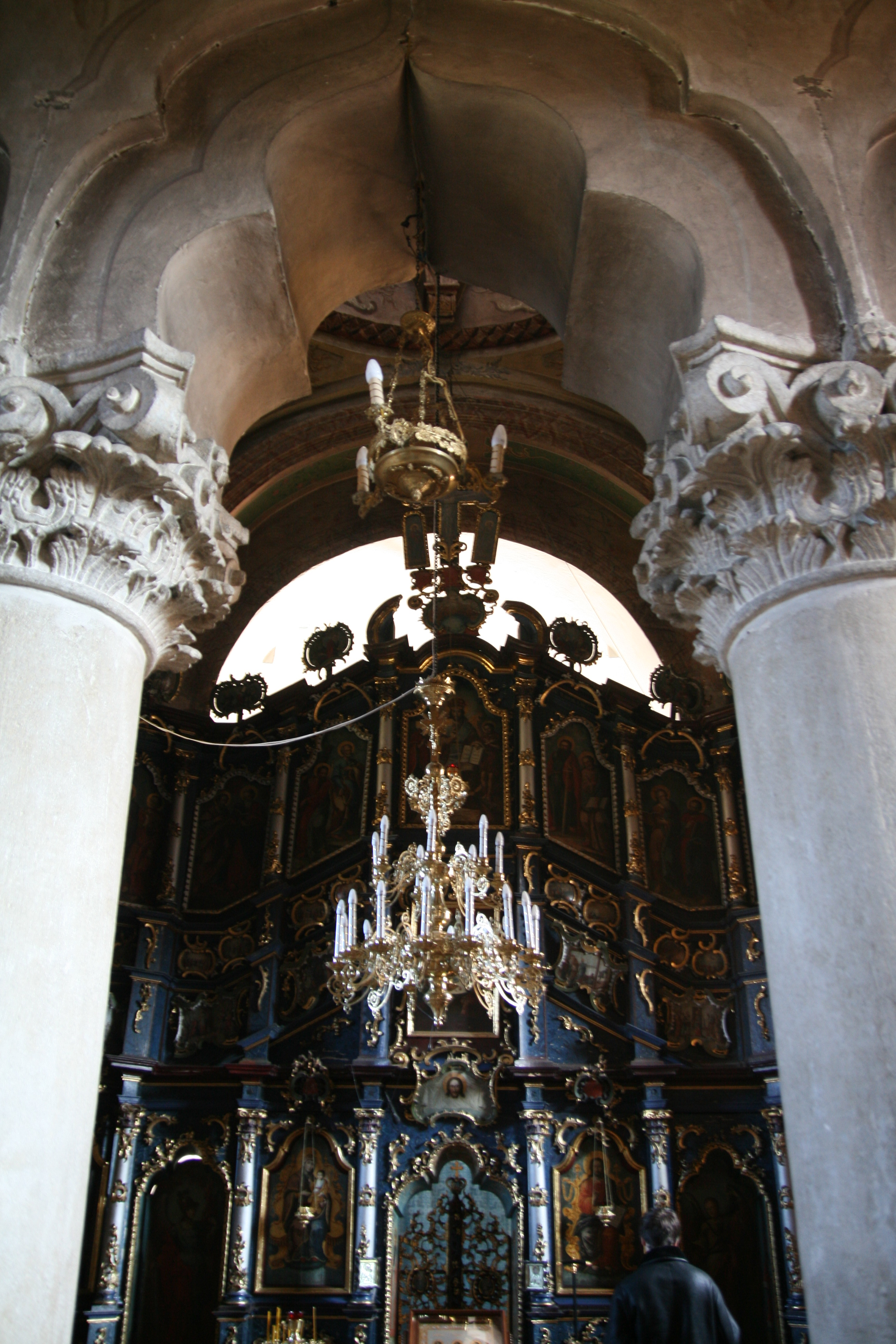
Wnętrze cerkwi

Monaster Horecza powstał w 1712; obecna świątynia powstała w 1767 na miejscu poprzedniej, drewnianej. W 1775 północno-zachodnia Mołdawia została włączona w skład monarchii Habsburgów (jako Bukowina), a klasztor zamknięto w 1784. W czasach habsburskich i rumuńskich cerkiew kilkukrotnie odremontowywano. Po upadku komunizmu i uzyskaniu niepodległości przez Ukrainę świątynię ponownie odnowiono, a w 1995 przywrócono do istnienia klasztor. Obiektem opiekuje się Ukraiński Kościół Prawosławny Patriarchatu Moskiewskiego.